# Parkműsor: A film
A Parkműsor: A film (angolul: Regular Show: The Movie) 2015-ös amerikai animációs sci-fi filmvígjáték, amely a Parkműsor című animációs sorozaton alapul. A Cartoon Network Studios gyártotta. A filmet J. G. Quintel rendezte, a hangok: William Salyers, Quintel, Sam Marin és Mark Hamill. Ők a sorozatból ismert szerepeikben szólaltak meg Jason Mantzoukas és David Koechner pedig csatlakoztak a szereplőgárdához.
A film premierje 2015. augusztus 14-én volt a Los Angeles-i The Downtown Independent moziban, ahol 2015. augusztus 20-ig volt látható. A film 2015. szeptember 1-jén jelent meg digitálisan, 2015. október 13-án DVD-n, és végül 2015. november 25-én volt a televíziós premierje a Cartoon Networkön. A film eseményei a sorozat hetedik évadának idején játszódnak.

## Cselekmény
Mordecainak és Rigbynek meg kell mentenie a világot egy gonosz strandlabda-edzőtől.

## Szereplők
- William Salyers – Rigby, Jövőbeli Rigby, Középiskolás Rigby
- J. G. Quintel – Mordecai, Pacsi-Szellem, Jövőbeli Mordecai, Jövőbeli Pacsi-Szellem, Középiskolai Mordecai, Múltbeli Pacsi-Szellem
- Sam Marin – Pops, Benson, Izomember, Jövőbeli Benson, Jövőbeli Izomember, Jövőbeli Pops, Múltbeli Izomember, Múltbeli Benson, Múltbeli Pops
- Mark Hamill – Skips, Jövőbeli Skips, Múltbeli Skips
- Jason Mantzoukas – Mr. Ross, Jövőbeli Mr. Ross
- David Koechner – Dean igazgató
- Minty Lewis – Eileen, Múltbeli Eileen
- Roger Craig Smith – Francis Jablonski, Frank Smith, Gyorsétteremben dolgozó srác
- Ali Hillis – Hajószámítógép, Barbara
- Kurtwood Smith – Gene, Jövőbeli Gene
- Eddie Pepitone – Sherm
- Paul F. Tompkins – Gino
- Fred Tatasciore – Idő atya, Biztonsági őr, Timenado szerelő, Willy, Híradós riporter
- Steven Blum – Techmo, Jövőbeli Techmo, Brit, Parancsnok, TV játék
- Janie Haddad – Margaret Smith, Múltbeli Margaret

## Gyártás
A filmet először 2015 februárjában jelentették be a Cartoon Network előbemutatóján. A sorozat készítője, J.G. Quintel 2015. június 11-én, a Twitteren keresztül jelentette be, hogy a film forgatása befejeződött. A film előzetesét a 2015-ös Comic-Con International rendezvényen mutatták be 2015. július 10-én, majd 2015. július 12-én az interneten is megjelent. Annak ellenére, hogy a filmet 2015 februárjában jelentették be, a forgatás 2014-ben kezdődött.
A negyedik évad forgatása során a csatorna megkérdezte az alkotóktól, hogy lenne-e kedvük egy negyvenperces külön epizódot készíteni. Quintel visszautasította az ajánlatot, és inkább egy filmet ajánlott. A csatorna beleegyezett. Az ötletet ezután kezdték el kidolgozni.
Quintel megerősítette, hogy a film a hatodik és a hetedik évad között játszódik.
A tervek szerint 40 epizódot tartalmazott volna a hatodik évad, de a film forgatása miatt csak 31 készült el. A hetedik évad 39 epizódot tartalmazott.

## Filmzene
A film filmzenéjében három valós dal is szerepel, köztük a "March of the Swivel Heads", a "The Future's So Bright, I Gotta Wear Shades" és a "Pale Blue Eyes".

## Értékelések
A filmet 2,17 millió néző látta, és 4,5-es nézettséget ért el a 18-49-es korosztályban.